# Rampal Latour
Rampal Latour est une entreprise française qui fabrique du savon de Marseille depuis 1828. Elle fait partie des cinq derniers savonniers de la région marseillaise à fabriquer le savon de Marseille selon le procédé dit « marseillais ».
L'entreprise, située à Salon-de-Provence, emploie 40 personnes, au sein de deux usines de fabrication. Elle est dirigée par Jean-Louis Plot depuis 2004.
Elle fabrique, outre du savon de Marseille, des savonnettes parfumées, des savons et gels douche et des shampoings-douche certifiés Bio, des paillettes de savon pur pour le lavage du linge, et du savon noir en chaudron.

## Historique
Les Rampal constituent une famille de savonniers depuis 5 générations. En 1828, Pierre Rampal est Maître Savonnier à la savonnerie Court-de-Payen à Marseille. Ses héritiers s'établissent ensuite à Salon-de-Provence, capitale du savon à la Belle Époque. Parmi eux, le petit fils du fondateur, Pierre Rampal, Maître Savonnier à la savonnerie Gounelle, puis producteur de savons et d’huile « La Côte d’Azur », reçoit des médailles d’or à l’exposition universelle de 1900. Cette récompense mondiale impulse la première enseigne familiale. En 1907, Pierre établit la savonnerie « Rampal-Fils » au 71, de la rue Félix Pyat à Salon-de-Provence.
La société Rampal Patou, immatriculée en décembre 1984,  a été dissoute en juillet 2004.
La famille de Jean-Louis Plot poursuit la fabrication sous l'enseigne commerciale « Rampal Latour », en référence à son savoir-faire savonnier authentique transmis par les 5 générations de Rampal à la famille Plot.

## Innovations
L'entreprise Rampal Latour fait aujourd'hui partie des derniers savonniers grâce aux innovations qui ont ponctué son histoire entrepreneuriale.
Après la Médaille d'Or à l'Exposition Universelle de Paris en 1900, les Rampal créent en 1935 la première savonnette pour la toilette corporelle nommée « Bain ». Avec l'apparition des lessiveuses industrielles d'après-guerre, l'industrie du savon de Marseille destiné aux lavandières connait une forte crise. En 1945 les Rampal transforment alors leur savon en paillettes qui s'adaptent aux lave-linges. En 1951 ils créent leur premier shampooing-douche, avec l'aide d'une chimiste, Geneviève Patou. 
En 2008, respectant les valeurs de qualité et de naturalité chères à la famille Rampal, leur successeur, Jean-Louis Plot, fait certifier Bio les savonnettes. En 2016, après 3 ans de recherche et développement sur l'authentique procédé de fabrication du savon de Marseille, accompagnés par l'IFP Énergies nouvelles, Jean-Louis Plot et Elodie Julien déposent auprès de l'INPI 2 brevets de fabrication du savon de Marseille. Les brevets sont obtenus de l'INPI en novembre 2019 et ouvrent la voie à une fabrication plus responsable de l'authentique savon de Marseille : le savon de Marseille Rampal Latour est fabriqué en consommant 4 fois moins d'eau et 7 fois moins d'énergie, sans aucun rejet dans les eaux communales,. Ce procédé breveté permet également de conserver dans le savon de Marseille trente fois plus de glycérine ; la glycérine ainsi contenue naturellement dans le savon de Marseille permet de ne pas dessécher la peau. En 2018, Rampal Latour commercialise la première gamme de cosmétiques exempts de perturbateurs endocriniens, destinée aux nouveau-nés et aux femmes enceintes, labellisée Safelife.

## Critiques
Le magazine Que choisir a réalisé une étude sur les produits cosmétiques dans lesquels ont été repérées une ou plusieurs substances à risque ( allergènes) dans les produits fabriqués.
Cette liste est amenée à évoluer puisque les fabricants sont susceptibles de reformuler leurs produits.

## Labels et certifications
Rampal Latour est labellisée Entreprise du patrimoine vivant. 
Elle est membre de BPI Excellence.
Elle est certifiée par le label Cosmébio.